# Mimetus bifurcatus
Mimetus bifurcatus är en spindelart som beskrevs av Eduard Reimoser 1939. Mimetus bifurcatus ingår i släktet Mimetus och familjen kaparspindlar.
Artens utbredningsområde är Costa Rica. Inga underarter finns listade i Catalogue of Life.